# Jan Sokół
Jan Sokół ps. „Skrzydło” (ur. 18 grudnia 1913 w Skierbieszowie, zm. 25 września 1996 w Grębowie) – działacz ruchu ludowego, uczestnik kampanii wrześniowej, żołnierz Batalionów Chłopskich.

## Życiorys
Przed wybuchem II wojny światowej odbył służbę wojskową, awansując do stopnia sierżanta podchorążego. W czasie kampanii wrześniowej walczył razem z 44 pułkiem Strzelców Legii Amerykańskiej pod Warszawą. Po powrocie do domu wstąpił w szeregi Batalionów Chłopskich. Jako przedwojenny pracownik pisma Wici w organizacji przydzielono mu funkcję oficera do spraw wychowawczo-oświatowych. Natomiast jako działacz ZMW Wici po aresztowaniu Franciszka Korgi „Wilka” został na jego miejsce wybrany przewodniczącym Powiatowego Kierownictwa  Stronnictwa Ludowego Roch
Po zakończeniu II wojny światowej napisał książkę „Konspiracja nad Wisła i Sanem 1939-1944" wydaną w 1976 r. przez Ludową Spółdzielnię Wydawniczą. Książkę w formie wspomnień, poświęcił pamięci swoich kolegów ludowców poległych w walkach, pomordowanych w więzieniach i obozach. 
W 1991 r. kandydował do Senatu z poparciem Polskiego Stronnictwa Ludowego Sojuszu Programowego w województwie tarnobrzeskim.

## Ordery i odznaczenia
- Krzyż Kawalerski Orderu Odrodzenia Polski
- Krzyż Walecznych
- Złoty Krzyż Zasługi
- Krzyż Batalionów Chłopskich
- Medal Komisji Edukacji Narodowej